# Storalbanien

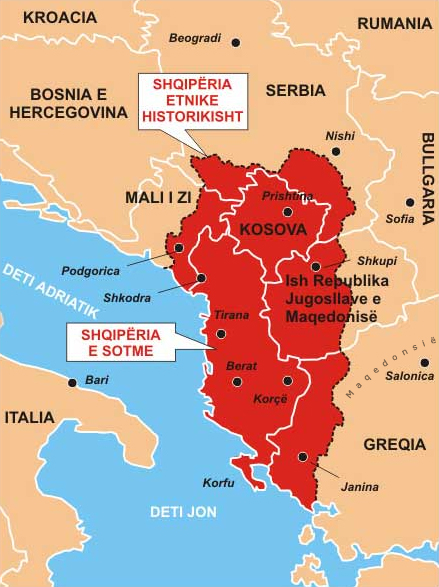
Storalbanien.

Storalbanien (på albanska Shqipëria e Madhe) är en albansk nationalistisk strävan att införliva de albanskbebodda områdena i Montenegro, Kosovo, Serbien, Nordmakedonien och Grekland med staten Albanien.
Albanien har varit en del av det Osmanska riket från 1479 till 1912 då albanerna gjorde uppror och utropade sin självständighet. Albanien blev dock territoriellt beskuret av samtliga grannstater under Balkankriget och bland annat fick Serbien tillbaka Kosovoprovinsen.[källa behövs]
Under andra världskriget förenades alla områden med albansk befolkning på Balkan under en kort period till ett "Storalbanien" då Albanien ockuperades av Italien 1939 och sedan av Tyskland 1943. Albanien befriades av albanska partisaner 1944 och en republik bildades inom nuvarande gränser. Därefter har de albanska separatistgrupperna försökt återerövra förlorade territorier med drömmen om ett nytt Storalbanien.[källa behövs]
Kosovo återlämnades till Jugoslavien efter andra världskriget. Den albanska befolkningen i nordvästra Grekland drevs bort samtidigt.
Föreningen av ett större område under albanskt styre framfördes för första gången av Prizrenförbundet, en organisation på 1800-talet som arbetade för att föra samman albanskbebodda områden i en administrativ enhet under osmansk överhöghet.
De albanska varianterna etniska Albanien och naturliga Albanien kan ses som ett avståndstagande, eftersom beteckningen Storalbanien ter sig pejorativt för albanerna, men innebär i praktiken samma sak.
Storalbanska områden (flitigt använd på norska som storalbanske områdene) är en ibland använd benämning på områden med gräns till Albanien, som är bebodda av albaner.
En vanlig uppfattning är att ett Storalbanien skall bestå av albansktalande områden, medan den mera extrema åsikten är att det skall bestå av områden som inte längre bebos av en albansk majoritet.
Kosovos vägran att ingå i ett Storalbanien kan bäst förklaras som småstatsnationalism. Detta för att landet över huvud taget ska kunna existera fritt från Serbien och accepteras av det internationella samfundet som en självständig stat.
Det cirkulerar olika kartor av ett tänkbart Storalbanien, men några som nödvändigtvis inte är en utbredd politisk idé. En förening av Albanien och Kosovo i en ny statsbildning skulle kunna ses som ett fullbordat Storalbanien.
Enligt en Gallupundersökning från 2010 visade att idén om ett Storalbanien har betydande folkligt stöd, 62 % av albanerna i Albanien, 81 % av albanerna i Kosovo och 52 % av albanerna i Nordmakedonien stödde idén.